# 아이톡시
주식회사 아이톡시(IToxi Corp.)는 온라인·모바일 게임 소프트웨어 개발 및 공급업체이다. 1997년 6월 (주)이모션으로 설립한 뒤 2006년 (주)예당온라인을 거쳐 2009년 10월에 와이디온라인으로 사명을 변경하여 2020년 3월에 현재의 사명으로 변경하였다.주요 사업은 게임패밀리사이트인 '엔꾸꾸' 운영을 비롯한 모바일 게임 개발, 온라인게임 퍼블리싱 등의 게임관련 사업이다.

## 회사개요
1997년 6월 30일 e비즈니스 서비스 제공업체인 (주)이모션으로 설립한 뒤 1998년 7월 (주)일렉트릭모션을 흡수합병하였다. 와이디온라인의 전신은 1999년 세워진 트라이글로우픽처스다. 트라이글로우픽처스는 설립 초기부터 온라인 게임 개발을 주력으로 삼았다.
2001년 3D온라인게임인 프리스톤테일을 개발했다. 2001년 3월 현대종합상사와 미국 내 합작법인을 공동 설립하고 6월 벤처기업 지정에 이어 12월에 기술신용보증기금의 우량기술기업에 선정되었다.
2002년 7월 전국경제인연합의 유망벤처기업 대상기업에 선정되고 8월 코스닥에 상장하였으며, 10월에 벤처기업대상의 국무총리상을 수상하였다.
2003년 예당엔터테인먼트 계열사로 편입됐고 이 해에 회사 이름을 (주)프리스톤으로 바꿨다. 11월 커뮤니티 개주얼 게임사이트 '오락실'을 개설하고 12월에 콘텐츠 공급 사업에 진출하였으며, 2005년 온라인 댄스게임인 오디션을 출시했다. 같은 해 프리스톤은 코스닥 상장 기업인 이모션을 인수했다. 프리스톤은 두 회사의 합병 과정을 거쳐 주식을 코스닥시장에 우회 상장했다. 2006년 3월 (주)예당온라인으로 상호를 변경하였으며, 이 해에 게임회사 넥슨을 통해 오디션을 미국에 진출시켰다. 2007년 11월 클린사이트 인증을 획득하였다. 2008년 오디션을 남미 20개 나라에서 서비스하기 시작했고 프리스톤테일2를 베트남, 태국, 대만 등에 수출했다. 12월 '3000만 달러 수출의 탑'을 수상하고 딜로이트가 발표한 '아시아태평양지역 고속성장 500대 기업'에 선정되었으며, 대한민국게임대상의 사회공헌우수기업상을 수상하였다. 2009년 9월 미래에셋금융그룹 계열의 사모펀드가 예당온라인을 인수했다. 이 해에 이름을 지금의 (주)와이디온라인으로 바꿨다. 10월에 음악연주게임 '밴드마스터' 정식 서비스를 시작하였으며, 2010년 2월 '프리스톤테일2'를 중국과 유럽 29개국에 수출하였다. 같은 해 6월 리듬액션게임 '오디션2' 정식 서비스에 이어 2011년 MMORPG(대규모 다중 사용자 온라인 롤플레잉게임) 마에스티아온라인 정식 서비스를 시작하였다. 2012년 애니팡, 드래곤플라이트등 다수의 카카오톡 게임의 고객 서비스 업무를 대행하고 광주에 GNC센터를 개소하였다. 추가로 위메이드 엔터테이먼트의 모바일게임 서비스 업무를 체결한다. 2015년에는 웹툰IP를 활용한 '갓 오브 하이스쿨' 모바일 게임을 개발해 성공적으로 서비스하고 있으며, 온라인게임 '이카루스', '미르의전설2,3'를 퍼블리싱해 안정적으로 서비스 하고 있다.